# Girls Can Tell
Girls Can Tell é o terceiro álbum de estúdio da banda americana de indie rock Spoon. O álbum foi lançado pela Merge Records em 20 de fevereiro de 2001 e apresenta influências de rock clássico e new wave.

## Antecedentes
Depois que a banda foi retirada de seu contrato com a Elektra em agosto de 1998, Spoon terminou a primeira versão de Girls Can Tell em maio de 1999 com dez músicas. O vocalista Britt Daniel mudou-se para Nova York enquanto o baterista Jim Eno ficou em Austin, projetando chips semicondutores. Apesar de Daniel achar que o álbum era o melhor da banda, o advogado e empresário da banda não relatou nenhum interesse no disco semana após semana, um ponto baixo pessoal para Daniel. Mais tarde, ele descreveu o disco como o mais difícil de gravar da banda, dado o impacto emocional de sua indigência, falta de interesse externo no disco e o tempo que levou para criar. Daniel achou que essa vulnerabilidade emocional transparecia no registro. O único interesse veio de Mike McCarthy, que viria a produzir a segunda versão do disco, e de Gerard Cosloy, da Matador Records. A segunda versão reformulou "Anything You Want" e "Take a Walk", removeu as músicas rejeitadas da banda sobre seu representante Elektra A&R e adicionou "Everything Hits at Once", "Believing Is Art" e "10:20 AM".
Depois de escrever mais músicas, Daniel e o produtor Mike McCarthy retornaram para Austin e começaram a trabalhar em um novo álbum no estúdio de garagem de Eno. A banda assinou com a Merge Records para lançar o álbum, intitulado Girls Can Tell.
De acordo com Daniel, Girls Can Tell pretendia ser um afastamento do estilo estabelecido da banda. Ele citou Kinks, The Supremes e Elvis Costello como inspirações para o álbum; especificamente, Get Happy!!.
A faixa "Me and the Bean" é um cover de uma banda de meados da década de 1990 de Austin, Texas, chamada The Sidehackers. O compositor de The Sidehackers, John Clayton, tocou baixo no álbum subsequente Kill the Moonlight.

## Recepção
| Críticas profissionais        | Críticas profissionais |
| Pontuações agregadas          | Pontuações agregadas   |
| Fonte                         | Avaliação              |
| ----------------------------- | ---------------------- |
| Metacritic                    | 85/100                 |
| Avaliações da crítica         |                        |
| Fonte                         | Avaliação              |
| Allmusic                      | [ 9 ]                  |
| Entertainment Weekly          | B                      |
| Pitchfork                     | 8/10                   |
| The Rolling Stone Album Guide | [ 12 ]                 |

Girls Can Tell foi aclamado pela crítica e destacado por sua mudança de estilo em relação ao trabalho anterior da banda. Nick Mirov, da Pitchfork, disse sobre o álbum: "É uma grande coisa, ouvir uma banda crescer sem perder de vista o que os tornou tão vitais em primeiro lugar; e vendo como Girls Can Tell pode nunca ter visto a luz do dia, isso se torna ainda melhor. Vale a pena apreciar."
O The A.V. Club comentou: "Poucos fora da banda negariam a ironia de lançar um álbum tão forte depois de um despejo tão sem cerimônia de uma grande gravadora". A Pitchfork colocou Girls Can Tell na posição 96º em sua lista dos 200 melhores álbuns dos anos 2000.

## Lista de músicas
| N.º            | Título                    | Duração |  |
| 1.             | "Everything Hits at Once" | 4:04    |  |
| 2.             | "Believing Is Art"        | 4:19    |  |
| 3.             | "Me and the Bean"         | 3:33    |  |
| 4.             | "Lines in the Suit"       | 3:47    |  |
| 5.             | "The Fitted Shirt"        | 3:12    |  |
| 6.             | "Anything You Want"       | 2:16    |  |
| 7.             | "Take a Walk"             | 2:26    |  |
| 8.             | "1020 AM"                 | 2:10    |  |
| 9.             | "Take the Fifth"          | 3:56    |  |
| 10.            | "This Book Is a Movie"    | 3:33    |  |
| 11.            | "Chicago at Night"        | 2:47    |  |
| Duração total: | Duração total:            | 36:03   |  |

## Integrantes
- Britt Daniel – guitarra, vocal, teclado
- Joshua Zarbo – baixo
- Jim Eno – bateria
- Conrad Keely – Mellotron nas faixas 1 e 8
- Laura Phelan – vibrafone nas faixas 1 e 10
- Lee Spencer – cravo na faixa 5
- Ames Asbell – viola na faixa 10

## Paradas musicais
| Ano  | Parada                                     | Posição |
| ---- | ------------------------------------------ | ------- |
| 2002 | Melhores álbuns independentes da Billboard | 46      |